# George Furey
George Furey (Dublin, 11 juni 1951) is een Ierse folkmuzikant.

## Biografie
Hij werd in Dublin geboren in een zeer muzikale familie. Hij is zanger en gitarist. Er wordt gezegd dat de Furey Brothers hun muzikale talenten hebben meegekregen van hun ouders Ted en Nora. Vader Ted speelde viool en uilleann pipes en moeder Nora zong en speelde banjo en accordeon. In 1978 toen George met zijn broer Paul Furey en Davey Arthur en hun band The Buskers in Denemarken optraden, vernamen zij dat Finbar Furey en Eddie Furey een auto-ongeluk hadden gehad in Duitsland Zij gingen daarheen en besloten om in het vervolg op te treden als The Fureys and Davey Arthur. In 2002 kwam Paul te overlijden hetgeen een diepe indruk op de nabestaanden en familie van Paul naliet. De broers en Davey Arthur hebben een groot aantal albums geproduceerd.

## Discografie
The Buskers, Ted Furey, and the Furey Family
- Ted Furey, Toss the Feathers, (met Brendan Byrne), 1969
- The Life of a Man, 1973, (met Brendan Leeson)
- The Buskers, 1974.
- The Furey Family, Intercord, 1977.

The Fureys and Davey Arthur
- Emigrant, Polydor, 1977.
- Morning on a Distant Shore, 1977.
- Banshee, Dolby, 1978.
- The Green Field of France, 1979
- The Story of The Furey Brothers and Davey Arthur, 1980
- When You Were Sweet 16, 1982
- In Concert, 1983
- Steal Away, Ritz, 1983.
- Golden Days, K-Tel, 1984.
- In Concert, Ritz, 1984.
- At the End of a Perfect Day, 1985.
- The First Leaves of Autumn, 1986.
- Red Rose Café/Irish Eyes/Sitting Alone, 1987,(EP)
- Dublin Songs, 1988
- Poor Man's Dream, 1988.
- The Scattering, 1988, laatste album met Davey Arthur
- Wind of Change, 1992
- Claddagh Road, 1994
- Alcoholidays
- I Will Love You
- The Best of the Fureys and Davey Arthur, 1993
- Winds of Change, 1992
- May We All Someday Meet Again, 1993, zonder Finbar Furey
- The Fureys 21 Years On, 1999, zonder Finbar Furey
- The Essential Fureys, 2001
- Chaplin Sings … The Fureys Sing Chaplin, 2002, zonder Finbar Furey
- My Father's House, 2003
- 25th Anniversery Collection, 2003
- At home in Ireland (Video)